# Bobenheim-Roxheim
Bobenheim-Roxheim är en kommun i Rhein-Pfalz-Kreis i förbundslandet Rheinland-Pfalz i Tyskland. Kommunen bildades 7 juni 1969 genom en sammanslagning av kommunerna Bobenheim och Roxheim.